# Mellansel
Mellansel är en tätort i Örnsköldsviks kommun i Ångermanland.
Mellansel ligger omkring tre mil nordväst om Örnsköldsvik, vid Anundsjösjön och Moälven. Orten ligger längs Stambanan genom övre Norrland. 

## Historia
Mellansel blev en järnvägsknut när statsbanan från Mellansel till Örnsköldsvik öppnades för trafik den 1 november 1892. Sedan nattågstrafiken flyttats till Botniabanan trafikerar sedan 2012 inga persontåg Mellansels station.

### Befolkningsutveckling
| Befolkningsutvecklingen i Mellansel 1960–2020 | Befolkningsutvecklingen i Mellansel 1960–2020 | Befolkningsutvecklingen i Mellansel 1960–2020 | Befolkningsutvecklingen i Mellansel 1960–2020 | Befolkningsutvecklingen i Mellansel 1960–2020 |
| --------------------------------------------- | --------------------------------------------- | --------------------------------------------- | --------------------------------------------- | --------------------------------------------- |
|                                               |                                               |                                               |                                               |                                               |
| År                                            |                                               |                                               | Folkmängd                                     | Areal (ha)                                    |
| 1960                                          | 1960                                          |                                               | 745                                           |                                               |
| 1965                                          | 1965                                          |                                               | 716                                           |                                               |
| 1970                                          | 1970                                          |                                               | 1 323                                         |                                               |
| 1975                                          | 1975                                          |                                               | 1 328                                         |                                               |
| 1980                                          | 1980                                          |                                               | 1 353                                         |                                               |
| 1990                                          | 1990                                          |                                               | 1 178                                         |                                               |
| 1995                                          | 1995                                          |                                               | 1 038                                         |                                               |
| 2000                                          | 2000                                          |                                               | 900                                           |                                               |
| 2005                                          | 2005                                          |                                               | 823                                           |                                               |
| 2010                                          | 2010                                          |                                               | 827                                           |                                               |
| 2015                                          | 2015                                          |                                               | 825                                           | 60                                            |
| 2018                                          | 2018                                          |                                               | 782                                           | 58                                            |
| 2020                                          | 2020                                          |                                               | 749                                           | 188                                           |
|                                               |                                               |                                               |                                               |                                               |

## Samhället

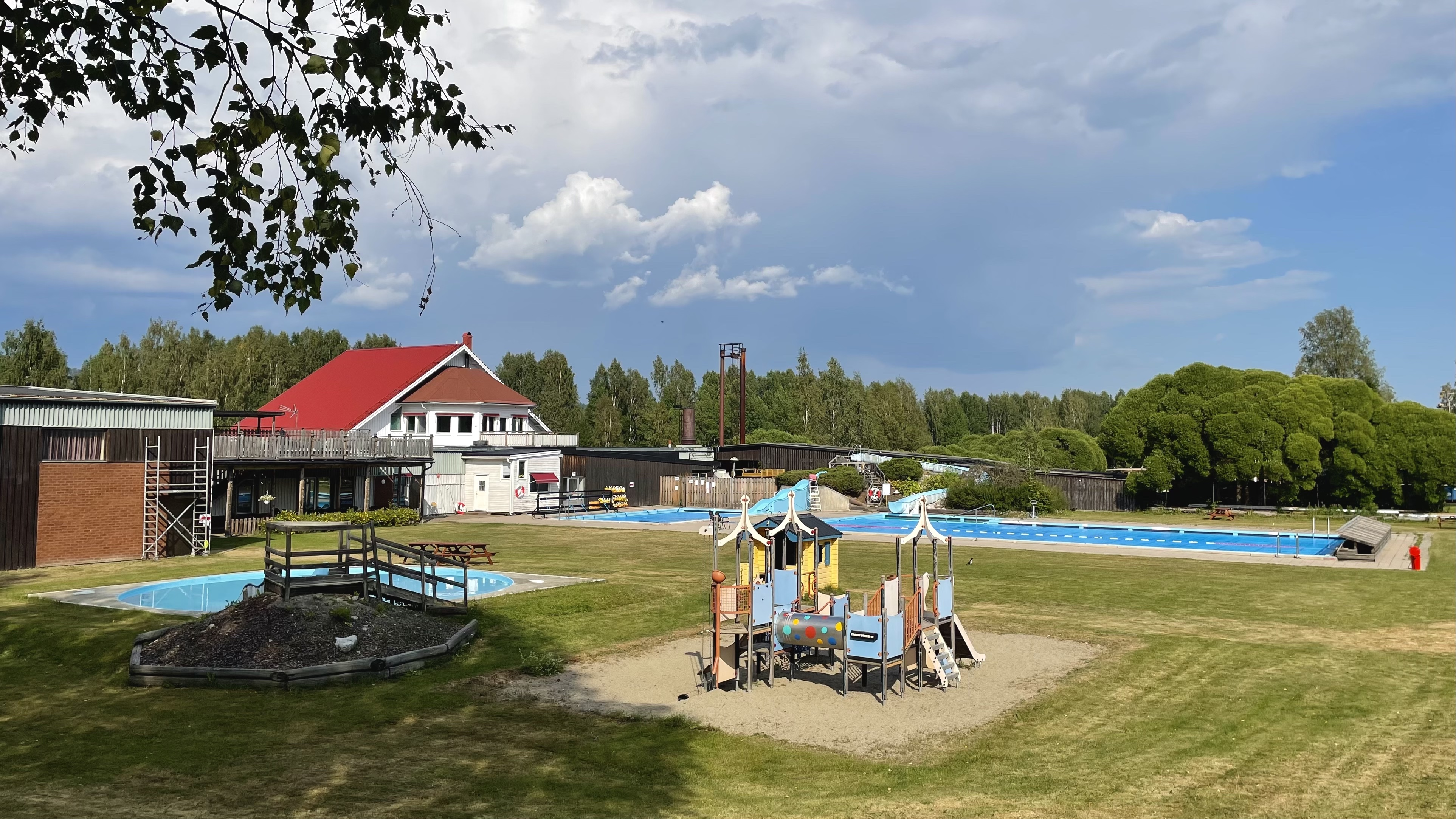
Utomhusbadet.

På orten finns Mellansels folkhögskola samt ett tempererat utomhusbad (25 meter).

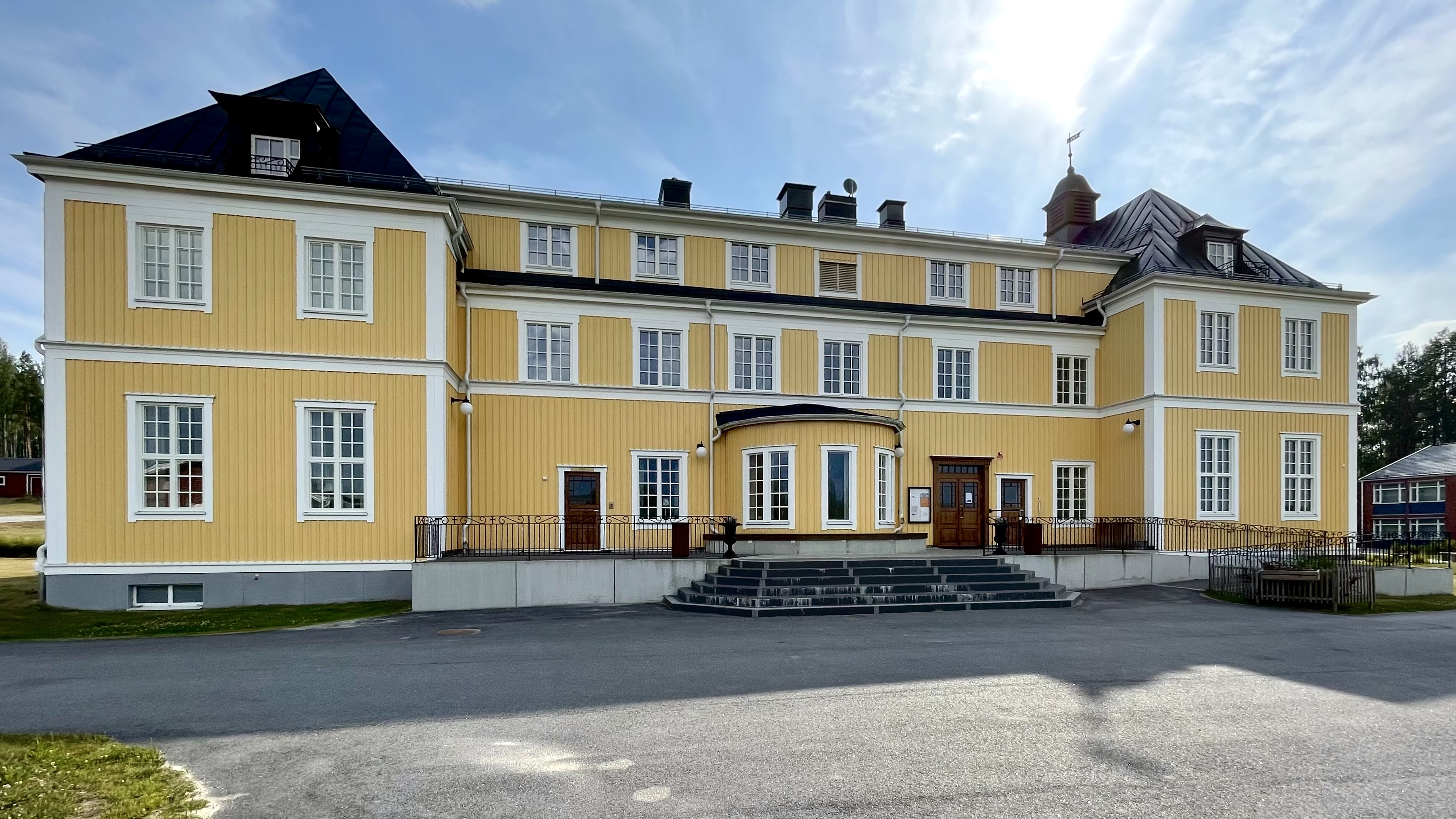
Gamla tingshuset som numera är en hotell- och konferensbyggnad.

## Näringsliv
Den största industrin i Mellansel är Bosch Rexroth AB som tillverkar hydrauliska drivsystem.